# منى راي
منى راي (بالإنجليزية: Mona Ray)‏ هي ممثلة أمريكية، ولدت في 17 يناير 1905 ببيتسبرغ في الولايات المتحدة، وتوفيت في 3 يوليو 1986 في الولايات المتحدة.

## وصلات خارجية
- منى راي على موقع IMDb (الإنجليزية)
- منى راي على موقع قاعدة بيانات برودواي على الإنترنت (الإنجليزية)
- منى راي على موقع قاعدة بيانات الفيلم (الإنجليزية)